# Hasle Kirke (Aarhus)
 Denne artikel omhandler Hasle Kirke i Aarhus. Opslagsordet har også en anden betydning, se Hasle Kirke.
Hasle Kirke er en dansk kirke, der ligger i Hasle, en forstad til Aarhus, nord for Viborgvej. Den blev grundlagt i 1100-tallet, mens tårn og våbenhus er senere tilføjelser, og i 1800-tallet blev der fortaget flere ombygninger af kirken.
Døbefonten er fra samme periode som kirken, altså 1100-tallet, altertavlen, som er fra 1600-tallet er blevet renoveret adskillige gange. Dåbsfadet er ligeledes fra 1600-tallet, mens meget af det resterende inventar er fra 1900-tallet.
Bygningen indeholder to relieffer indhugget i sten; en kristusfigur indendørs, og en hjørnesten med tre figurer på et hjørne på ydermuren. I kirken findes flere gravminder, hvoraf en enkelt er romansk og flere andre er fra 1600-tallet.
Foran kirken – mod syd – er der ved den østlige del af kirkegårdsdiget anbragt en mindesten for genforeningen 1920. Den bærer en indskrift i versaler: "Rejst til minde om genforeningen 1864 – 1920". På kirkegården ligger historikeren og seminarierektor Paul Holt (1900-80) begravet.

## Historie
Hasle Kirke var et af Århus Domkapitels ældste præbender, og den blev bygget i 1100-tallet.
I slutningen af 1400-tallet opførte man tårnet, og kirkeklokken er fra 1577.
Kongen afstod i 1698 kirken til sognepræsten Hans Christensen Lundegaard. Efterfølgeren til Lundegaard, Bertel Mygind, skødede i 1716 kirken til Christen Johansen Althalt til Lyngbygård. De næste 60 år hørte kirken til Lyngbygård, men 26. april 1776 afstod Johan Arnt Althalts enke kirken til Jens Lassen i Gråmølle, der dog ikke holdt på den længe, for allerede 19. december samme år meddelte Andersen Rasmussen i Brendstrup biskoppen, at han nu ejede kirken. Efter Rasmussens død solgte arvingerne kirken til Rasmus Faurschou i 1809, der i 1860 overdrog den til sønnen Jens Lassen Faurschou.
Fra 1871-1872 opførte man det nuværende våbenhus, som erstattede det oprindelige våbenhus i bindingsværk. Det er siden blev udvidet i 2005.
Kirken blev hovedrenoveret 1879-80 og facaderenoveret 1903. 1. januar 1911 overgik kirken til selveje som mange andre kirker på den tid i forbindelse med tiendeafløsningen. I 1956 blev der foretaget en ny hovedistandsættelse.

## Kirkebygningen
Koret og skib er romanske og stammer fra midten af 1100-tallet. Senere er det sengotiske tårn føjet til mod vest, og mod syd blev et våbenhus opført 1871-72 som erstatning for et tidligere i bindingsværk.
De ældste dele af kirken er opført i granitkvadre med marksten og kløvet kamp indvendig. Murene er dog siden blevet repareret med teglsten og formodentlig omsatte. Et af de oprindelige vinduer ses på skibets nordside, hvor det udvendigt står som en niche. Norddøren ses der ingen spor af, men syddøren er en velbevaret rigt dekoreret portal med billedkvadre..
Kirken har et træloft, der blev fornyet i kor og tårnrum i 1684-85. I en synsprotokol fra 1862 beskrives kirkens lofter som perlefarvede, men få år senere blev loftet i kor og skib gipset. I dag er trælofterne med synlige bjælker gråmalede. I nævnte synsprotokol kan man se, at gulvet i skibet var af mursten med to ligsten i midtergangen. I koret var der et nyt bræddegulv, da en begravelse i begyndelsen af 1800-tallet havde forårsaget en sænkning i gulvet. I dag er gulvet lagt med ølandsfliser, dog er der i koret cementgulv dækket af et tæppe.
I 1933 og 1956 blev der afdækket fem indvielseskors fra sengotikken: Et på nordvæggen i koret, et på hver side af korbuen mod skibet og et på hver af langvæggene i skibet. De befinder sig alle ca. 180 cm over gulvhøjde.
De tre spidsbuede vinduer i sydsiden blev udstyret med de nuværende jernsprosser i 1863-65 til afløsning for rundbuede, malede trærammer. De to jernvinduer i nordsiden blev etableret få år senere.
Kirken fik opvarmning i 1909 i form af en ovn med glat kappe, som i 1920'erne blev erstattet af et nyt varmeværk. 1956 blev der installeret elektrisk varme, som i 1968 blev erstattet af fjernvarme.
En del af kirkens ydre er nu afrenset, så kvadrene fremstår klart. Koret, tårnet, våbenhuset og det øvre af gavlene på skibet er hvidkalket.

### Sydportalen og andre romanske dekorationer
Sydportalens åbning er 202 cm høj og 110 cm bred og har store karmsten; den østre er i ét stykke og er 192 cm høj, 79 cm bred og 32 cm dyb. Overliggeren har et udhugget halvcirkelformet tympanonfelt, hvor den korsfæstede Kristus ses i relief. På undersiden af overliggeren og langs den side af den østre karmsten, som vender ind mod åbningen, ses rankeslyng. På samme karmsten er der på fronten hugget to løver: En stor, der har hovedet opad og vender ryggen mod portalåbningen, og en mindre, der står nederst på stenen med hovedet mod portalåbningen, men kigger mod den anden løve. For begge løver gælder, at deres haler ender i plantemotiver. Nederst på den sokkeltrinsten, der danner basen for den vestlige karmsten, ses et liggende menneskehoved hugget i højt relief. På toppen af hovedet, mod vest, ses enten en hue eller en hårprydelse.
Øst for overliggeren findes en billedkvader med et firfodet dyr med hale og synlige ribben. Der er muligvis tale om en ræv, men det kan ikke med sikkerhed afgøres. I gulvhøjde findes på hver sin side af portalen to store kvadre, hvor der på hver ses en løve, der fortærer henholdvis en drage (vestkvaderen) og en mand (østkvaderen)..
I tårnets udvendige sydvestlige hjørne ses en hjørnekvader med et noget mærkværdigt motiv. Mod syd ses i ca. 3 cm højt relief en kvinde (til venstre) og en mand (til højre) set frontalt. Manden, der har et kraftigt overskæg, er iført kofte med korte ærmer og bærer en flad hue med bånd eller lignende. Han synes med sin højre hånd at tage fat om den yderste fold i kvindens struttende skørt. Kvindens højre arm fortsætter om på den vestvendte side af kvadren, hvor hendes hånd holder en ringlignenede genstand, som befinder sig i munden på et væsen med menneskekrop – uden arme – og et dyrehoved. Væsenet er iført skørt.
Der er flere tolkningsmuligheder for hjørnekvaderen. Mouritz Mackeprang hældede til at tolke den som en illustration til en historie om "den dumme djævel", mens T. Hinrichsen i "Sponsalien-Stein" i Wissenschaftsberichte aus der Universität Hamburg, VIII (1975), s. 152-159, ser det som en djævel i æselskikkelse, som snapper efter ringen, som han tolker som et symbol på ægtepagten mellem manden og kvinden. Der er også knyttet et sagn til hjørnekvaderen: Den skulle være opsat til minde om, at to mænd havde overfaldet og dræbt en tredje.

### Koret
Korets skiftegangshøjde er forskellig fra skibets, og dette indikerer at de ikke er opført samtidig..
Korbuens kragsten er på langsiderne dekoreret med båndslyng og tovstav, mens endefladerne mod skibet har løve og tovstav. Løvernes haler afsluttes med bladornamenter.

### Tårnet
Det sengotiske tårn i to stokværk er opført i munkesten i munkeforbandt, men facaderne – særlig mod vest og nord – indeholder flere granitkvadre, som formodentlig er taget fra skibets vestgavl. Tårnrummet har træloft og er forbundet med skibet ved en spidsbuet arkade, der stikker højere op end skibets loftsbjælker. I klokkestokværket er der et fladrundbuet glamhul mod syd og et spidsbuet mod nord, mens der mod øst og vest er rundbuede åbninger over for hinanden. Før 1956 hang kirkeklokken i glamhullet mod øst, men blev da flyttet til tagrummet.
Et par årstal på tårnet henviser sikkert til større reparationer, men det præcise omfang af disse kendes ikke. På vestgavlen ses 1749, mens der mod syd står 1839 med RFTF ovenover: Rasmus Faurschou og hustru (Johanne) Kathrine, formodentlig kaldet Trine.

### Våbenhus
Våbenhuset er opført 1871-72 i hovedsageligt små gule sten og har en kamtakket gavl. Dets forgænger fra 1681-82 i bindingsværk var i 1860'erne blev udstyret med et vindue. Kirken havde dog også før dette et våbenhus. I 2005 blev våbenhuset restaureret og udvidet..

## Inventar
Alterbordet er fra 1955 og udført i granitkvadre, mens altertavlen er fra ca. 1600. Den er et renæssancearbejde i eg og fyr. De tre smalle felter indrammes af glatte storsøjler, hvis kapitæler i deres oprindelse må være korintiske. Øverst ses en lav trekantsgavl. I midtfeltet ses i dag et maleri af John Sparre Christensen med indstiftelsen af nadveren Skærtorsdag som motiv. Det erstattede i 1981 et maleri fra 1841 af Søren Lave Hiernsøe med korsfæstelsen med Maria knælende ved korsets fod som motiv. En udvidet kopi af samme mester var 1844-83 indsat i altertavlen i Skejby Kirke. Oprindelig har der formodentlig været et maleri med korsfæstelsen som motiv og malet direkte på træet. Det eneste spor er dog et 10 cm bredt bræt, der senere blev brugt som forstærkning på tavlens bagside. Det blev erstattet, formodentlig i 1820, af et oliemaleri, hvorfra der er bevaret et fragment på 62×27 cm (opbevares i Den Gamle By). Motivet var her formodentlig en nadverscene.
I 1933 blev altertavlen istandsat af Nationalmuseet ved Povl Jensen. Her blev der konstateret en oprindelig staffering og overmalinger fra 1687, 1729, 1820, ca. 1840 (nok 1841) og ca. 1875 (nok 1878). Ved istandsættelsen blev maleriet fra 1841 igen indsat i altertavlen efter fra 1905 at have været erstattet af en gipsudgave af Bertel Thorvaldsens Kristus fra Vor Frue Kirke indsat i en niche.
Hiernsøes altermaleri er i dag anbragt på nordvæggen i tårnet ved siden af orgelet.
Af altersølv er kalk og disk nyanskaffelser fra 1882, da præstegården brændte. Det afløste et sølvforgyldt sæt, der var købt på auktion i Aarhus 1683-84. Alterstagerne blev indkøbt 1685-86 for ni sølvdaler og er 40 cm høje.
Den nuværende alterskranke er fra 1955, og kirkens messehagel er fra 1982, tegnet af Flemming Bau og vævet af Inge-Lise Bau.
Kirkens døbefont er i romansk stil af svagt rødlig granit. Man antager, at den har samme alder som kirken, og at den derfor stammer fra 1100-tallet. Kummen er 70,5 cm i tværmål, og langs mundingen er der tovstav. På siderne er der tre par løver i svagt relief, hvor hvert par har et fælles kraftigt fremspringende mandshoved. Halerne ender over ryggen i en palmet. Fontens fod er formet som et omvendt terningkapitæl med en kraftig vulst foroven. På hjørnerne er der tovstave, som løber ned på mandshoveder med skæg og store øjne. Nederst på foden er der buefelter med palmetblade med mandshoveder i relief over buefelterne. Fonten har været placeret forskellige steder i kirken. I 1862 stod den i koret, tæt ved korbuens nordside, og var overkalket. I 1917 stod den i skibets nordvesthjørne, hvorfra den man i 1953 flyttede den ud mod midtgangen.
Dåbsfadet, der er knap 45 cm i tværsnit, er fra omkring år 1600, og det er et sydtysk arbejde i messing. I bunden ses en bukkelroset, som er omgivet af et bånd, hvor indskriften "Got sei mit uns" ses fire gange. Den nuværende dåbskande er fra 1962 og afløste en tinkande, som antages at være fra ca. 1862.
Prædikestolen stammer fra 1878 og er udført i renæssancestil i en enkel, femfaget opbygning. Den er malet grå med blå arkadefelter og forgyldte detaljer. Friseindskriften er med versaler og lyder: "Alt kød er som græs men Herrens ord bliver evendelig", en forkortet udgave af 1 Pet 1,24-25. Stolestaderne stammer ligeledes fra 1878.
Orgelet er af den såkaldte Hørve-type og er bygget af Th. Frobenius & Co. i 1963. Det har 10 stemmer, hvilket var mere end en fordobling i forhold til det tidligere orgel med fire stemmer, der stammede fra 1925 og var bygget af A.C. Zachariasen i Aarhus. Det blev foræret til kirken i 1926 af gårdejer Møller og ombygget i 1956 af A.C. Zachariasen & Søn.
To store lysekroner i skibet og to mindre i koret og våbenhuset sørger for belysningen. De er alle fra 1956. Kirkens votivskib hedder Haabet og er et tremastet fuldskib. Det er bygget og skænket af fyrskibsfører J.Chr. Nielsen i 1950.
Mod vest hænger på skibets nordvæg et krucifiks udført af Niels Helledie. Det blev indkøbt til kirken i 1993.
Kirkeklokken er støbt af Hamen Meier i 1577 og er 62 cm i tværmål. Den har en indskrift på to linjer ved halsen: "Harmen Meier hat mir gegaten" på den ene linje og "Verbvm dommini manet in aeternvm. anno 1577". Den tyske tekst står med renæssancemajuskler, mens den latinske del er skrevet med versaler, hvor alle N'er vender forkert. Den blev nyophængt i 1955 efter at en revne var blevet svejset.

## Gravminder
I tårnets vestmur findes der i tredje skifte fra neden en romansk gravsten, som blev afdækket i 1978. Den er udført i lysegrå granit og er trapezformet. Den måler 125x42-37 cm. Den indristede udsmykning er svær at tyde i dag, men centralt er et stort processionskors med ringe om korsstaven og mødet mellem korsstaven og korsarmene, som fletter sig ind i hinanden. På hver side af korsstangen står en person, som rækker en arm frem; den ene foran korsstangen, den anden bag. De er iført knækorte dragter og bærer kegleformede huer. En engel med glorie bærer korsets fod.
På sydsiden af tårnet er der anbragt tre gravsten. Fra vest mod øst drejer det sig om:
1. En gråhvid kalksten på ca. 170×110 cm fra omkring 1600 med en sekundær indskrift, der vistnok er fra 1762. Nederst er der en bred ramme omkring et næsten kvadratisk skriftfelt, hvorover båndslyng omrammer en engel, som holder et skjold foran sig med indskriften IHS. Den oprindelig indskrift er fjernet og den sekundære er svær at tyde i dag. Ifølge synsprotokollen fra 1862 lyder den: "Jens Sørensøn, f. i Liisberrig, d. 17[81], [83] år gl., og hans to hustruer, Maren Nielsdatter, f. i Hasle 1708, d. 1761, 53 år gl., og [Hanne Michelsdatter (?)], f. i Aarhus?] 17??, d. 1781". På tidspunket for afskriften lå stenen på kirkegården ved våbenhusets sydøsthjørne.<name=natmus />
2. En hvidgrå kalksten på 178×134 cm fra 1674. Nederst er et skriftfelt omgivet af en søjlebåret portal med en indskrift på buen: "Kast din omhv paa Herren hand skal forsørge dig. Psalm. 55". Under søjlerne ses på postamentfeltet denne indskrift: "De som søge mig aarle skvlle finde mig. Prov. 8". Selve indskriften er mere tydelig end på den ovenfor nævnte sten, men gengives her efter Danmarks Kirker, selvom der tydeligvis ikke er tale om en fuldstændig ordret transkription: "Iørgen Pedersøn, f. i Brenstrvp, død i Hasle 16[], [] år gl., med sin hustru Anna Lasdaatter, død 8. aug. 1668, 61 år gl., efter 38 års ægteskab (8 sønner og 6 (?) døtre). 1674". I 1862 lå stenen i skibets midtgang tæt på koret.[2]
3. En rødlig kalksten på 170×107 cm fra ca. 1650 med en sekundær indskrift og bearbejdning fra ca. 1704. Fra den oprindelige indskrift er der kun bevaret nogle skriftstedshenvisninger i versaler på den nederste del af rammen, som forklarer figurscenerne nederst på stenen. Til venstre "Genesis 32,25" – Jakobs kamp mod englen – og til højre "Joh. 11, 32" – Maria knæler for Jesu føder – og midt mellem disse "Joh. 3,14" – kobberslangen i ørkenen. Den sekundære indskrift er sat over "Niels Espens, f. i Braban, boede og døde her i byen 1704, 62 år gl., og hustru, erlig og gudfrygtig dannequinde Maren Rasmusdatter, f. her i byen, død 16[99?], ? år gl., efter 31 års ægteskab (1 søn og 5 døtre)". De to portrætter øverst til venstre og højre, som flankerer en korsfæstelsesscene, er ved bearbejdningen i 1704 blevet søgt gjort mere tidssvarende ved at fjerne (pibe)kraver og kvindehue. I 1862 lå stenen ved skibets sydside nær koret.[2]

Indtil sommeren 2005 var der tillige på vestsiden af våbenhuset anbragt to gravsten. De blev i forbindelse med restaurering og udvidelse af våbenhuset flyttet til kirkens kapel.

## Kirkegården
Det stærkt faldende terræn på kirkens sydside har givet vanskelige adgangsforhold og har siden 1786 givet anledning til forskellige jordarbejder og anlæg af opgange. Der findes optegnelse fra 1862, som beskriver en teglhængt, muret indgangsportal, som senere (efter 1883) blev sløjfet og udskiftet med et par piller med "en dobbelt jernport". Portens piller blev fjernet i 1956, hvor de nuværende trapper og støttemurene af kampesten med buskbeplantninger blev etableret."
Kirkegården har indtil 1917 været omgivet med et stendige. Langs dette stod en række asketræer. I 1917 blev den reguleret på sydsiden og senere er den blevet udvidet mod nord og øst. Der er således ikke blevet bevaret dele af den oprindelige mur, der målte ca. 30 x 50 m.
På kirkegårdens sydvestlige hjørne er der rejst en gravsten for Christian Nissen Fausbüll med følgende indskrift (linjeskift markeret med /): "CHRISTIAN/ NISSEN FAUSBÜLL/ * 1.10.1779 † 23. 9. 1840/ Sognepræst/ til Hasle, Skejby og Lisbjerg/ 1833 – 1840/ Stamfader til den kongenrigske/ Gren af Slægten Fausbøll/ DOROTHEA APPOLONE/ F. HAKSEN/ * 20.10.1780 † 29.1.1863/ Slægtssamfundet Fausbøll/ satte dette Minde". Pastor Fausbüll var far til orientalisten Michael Viggo Fausbøll (1821-1908).

## Eksterne kilder og henvisninger
- Wikimedia Commons har flere filer relateret til Hasle Kirke (Aarhus)
- Hasle Kirke Arkiveret 31. januar 2011 hos  Wayback Machine hos nordenskirker.dk
- Hasle Kirke på Danmarks Kirker, s.1495-1518 Nationalmuseet, Hentet den 23. december 2017
- Hasle Kirke hos KortTilKirken.dk